# Schamlah
Die Schamlah (auch: der Schamlahbach), im Oberlauf Kattenbach, ist ein etwa 9,5 km langer, orografisch linker Zufluss der Ecker auf dem Gebiet der Städte Bad Harzburg und Goslar im Landkreis Goslar.

## Etymologie
Der Name des Oberlaufs Kattenbach bezieht sich auf die Kattnäse, eine im Schimmerwald hervorstehende Klippe. Das Grundwort kat hat entgegen der Volksetymologie nichts mit Katzen zu tun, sondern bezieht sich auf ein untergegangenes Adjektiv „klein, gering“.
Die Schamlah wird 1590 als Schamlahe und Ende des 15. Jahrhunderts als Schamlaw erwähnt. Möglich ist, dass der Stamm Scham- „klein“ bedeutet, sicher ist die Bedeutung jedoch nicht. Das Grundwort -lah steht in Beziehung zu englisch lake und deutsch Lache und ist auch in Hurle zu finden. Die optionale Endung -bach erklärt sich aus dem Verlust der Produktivität des ursprünglichen Grundworts -lah. Möglich wäre auch eine Herleitung über das altsächsische Wort scamal für „Drehschemel, Drehgestell“ und der Endung -au im Sinne von Flussaue.

## Geographie

### Verlauf
Nach 5,1 Kilometern vereinigt sich der Kattenbach in Bettingerode mit dem Maschbach zum Schamlahbach, 50 Meter weiter folgt der im Heinischen Bruch entspringende Lehmgrundsbach. Nach weiteren zwei Kilometern gelangt der Schamlahbach nach Lochtum und mündet jenseits der Bundesstraße 6 nach insgesamt 9,5 Kilometern in die Ecker.

### Kartierung und Namensgebung
Die gemeinsame Nennung von Kattenbach und Schamlah folgt den Ausführungen im amtlichen Gewässergütebericht von 2002. Im Flächenverzeichnis für das Einzugsgebiet der Weser und  in der Amtlichen Karte des Landes Niedersachsen ist die Bezeichnung oberhalb von Westerode Kattenbach und im weiteren Verlauf Schamlahbach.

## Strukturgüte
Der Bachlauf entwässert nördlich von Ottenhai ein landwirtschaftlich intensiv genutztes Gebiet, bewahrt aber trotzdem durch seine Randvegetation (ältere Bäume, Verbuschung) eine gewisse Naturnähe. Üblicherweise fällt der Bach im Sommer über weite Strecken trocken, was als Grund für eine unterdurchschnittliche Artenvielfalt angegeben wird.
Dem Bach wird bis Bettingerode die biologische Qualitätsnote II zuerkannt, ab Lochtum durch einen starken Abfall der Arten- und Individuendichte jedoch nur unter Vorbehalt. Die Fauna wird von Bachflohkrebsen sowie Köcher- und Eintagsfliegen dominiert. Aus der niedersächsischen Roten Liste findet sich die Köcherfliegenart Tinodes pallidulus.

## Hochwasser
Bei extremen Hochwassern kann die Schamlah in Lochtum über die Ufer treten. Die Niedersächsische Landesforsten erarbeitete hierzu das Projekt „Heinisches Bruch“, das auf eine Renaturierung des gleichnamigen Waldes zum Sumpfgebiet zielt. Hierdurch sollen die Abflussspitzen des Oberlaufs und Lehmgrundsgrabens gepuffert werden.